# Języki południowo-wschodnioirańskie
Języki południowo-wschodnioirańskie – jedna z czterech podgrup językowych w obrębie języków irańskich.

## Klasyfikacja wewnętrzna

### Klasyfikacja Merritta Ruhlena
Języki irańskie
- Języki wschodnioirańskie
  - Języki północno-wschodnioirańskie
  - Języki południowo-wschodnioirańskie
    - Język paraczi
    - Język ormuri

### Klasyfikacja Ethnologue
Języki irańskie
- Języki wschodnioirańskie
  - Języki północno-wschodnioirańskie
  - Języki południowo-wschodnioirańskie
    - Języki pamirskie
      - Język iszkaszmi
      - Język mundżański
      - Język sangleczi
      - Język wachański
      - Język yidgański
      - Języki szugni-jazgulami
        - Język sarikoli
        - Język szugnański
        - Język jazgulamski

    - Języki paszto
      - Język paszto środkowy
      - Język paszto północny
      - Język paszto południowy
      - Język waneci